# ジョゼ・カルロス・ダ・コスタ・アラウージョ
ゼ・カルロス（Zé Carlos）ことジョゼ・カルロス・ダ・コスタ・アラウージョ（José Carlos da Costa Araújo、1962年2月7日 - 2009年7月24日）は、ブラジルのリオデジャネイロ州リオデジャネイロ出身のサッカー選手。ポジションはゴールキーパー。

## 経歴

### 選手時代
リオデジャネイロで生まれ育ち、リオ・ブランコACを経て1984年にCRフラメンゴへ加入。ジーコ、ベベット、レナト・ガウショ、ジョルジーニョ、ジュニオールらとともに1987年のコパ・ウニオン優勝に貢献した。1992年にクラブを退団するまでの間に通算352試合に出場した。
1992年にクルゼイロECへ移籍するもわずかな出場機会を得たのみで、同年にポルトガルのSCファレンセへ移籍すると、これ以降は同国のヴィトーリア・ギマランイスやFCフェルゲイラスでプレーをした。1996年に古巣のフラメンゴに復帰するも、2シーズン限りで退団。その後は国内のクラブを渡り歩き、2000年に38歳で現役を引退した。
ブラジル代表としては国際Aマッチに3試合、五輪代表としては10試合に出場した。代表監督のカルロス・アルベルト・シルバの下でブラジル代表に初招集され、1988年のソウルオリンピックでは正キーパーを務めるクラウディオ・タファレルの控えという立場で銀メダル獲得。シルバの後任監督のセバスティアン・ラザロニの下でも引き続き招集を受け、コパ・アメリカ1989や1990 FIFAワールドカップの代表メンバーに選出された。

### 引退後
引退後は主にフラメンゴのOBチームの試合に出場。2006年にはフラメンゴ時代の同僚であるジョルジーニョとの縁で、ブラジル代表監督のドゥンガの下でアシスタントコーチを務めた。
晩年は胃癌を患い、 2009年7月24日にリオデジャネイロ市内の病院で亡くなった。